# RIVERWALK北九州

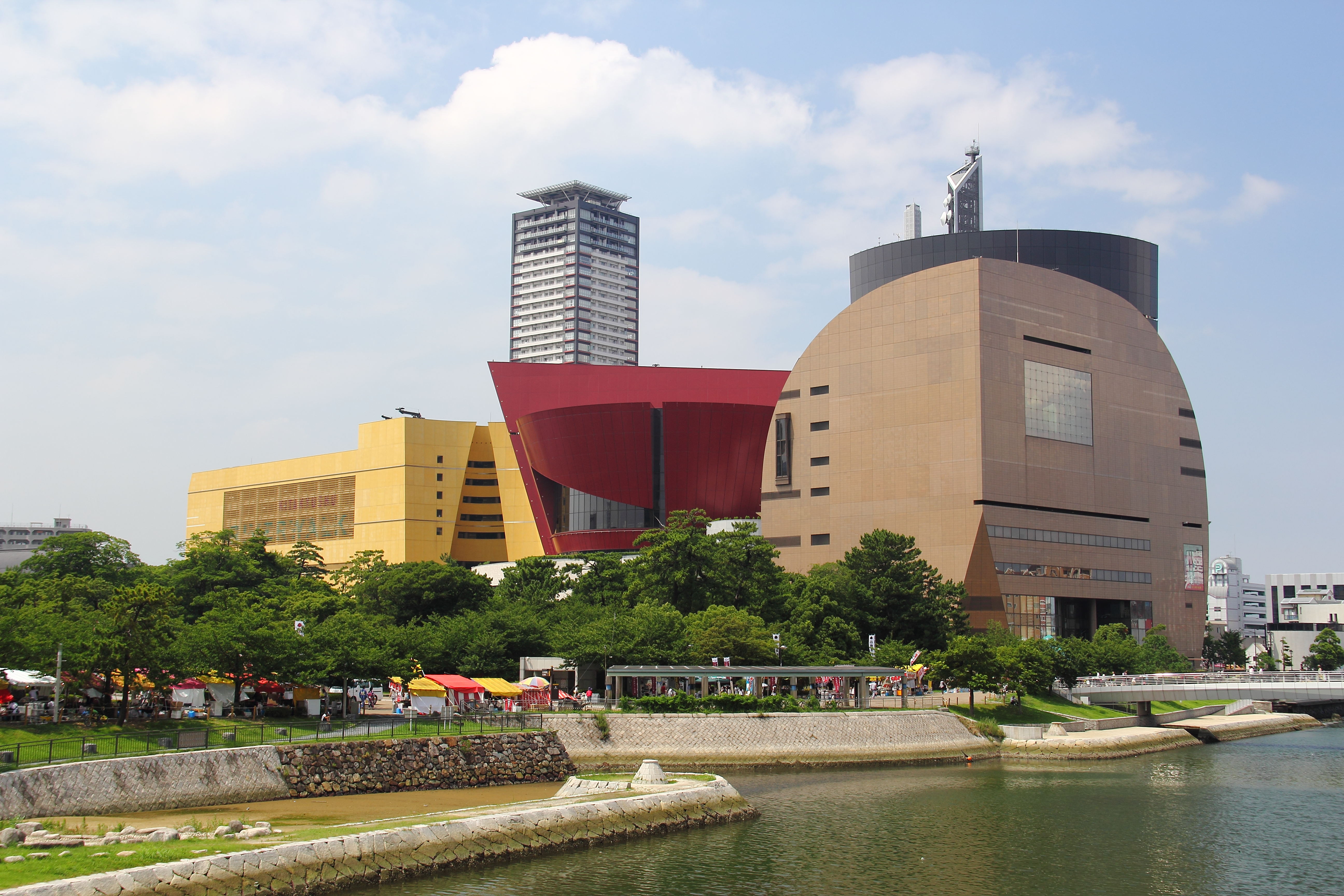
River walk北九州

River walk北九州（日语：リバーウォーク北九州）是位於日本福岡縣北九州市小倉北區的一座大型綜合商業設施，開業於2003年4月19日。該設施是北九州市文藝復興構想的一部分，包括了文化設施、電視台、報社等資訊發信設施，以及大學等文教設施。

## 外部連結
- リバーウォーク北九州（页面存档备份，存于）
- T・ジョイ リバーウォーク北九州（页面存档备份，存于）
- よかとこBY・リバーウォーク北九州（页面存档备份，存于）
- キャナル・マリノア・リバーウォーク・木の葉モール共通ポイントカードWEBサイト（页面存档备份，存于）